# Кубок світу з регбі 2007
Шостий кубок світу з регбі-15 відбувся у вересні-жовтні 2007 року в Франції. Право участі в основному турнірі в результаті кваліфікаційних змагань здобули 20 збірних. На першому етапі вони розбиті на 4 підгрупи по п'ять команд кожна. У підгрупах ігри проводилися за круговою системою. Дві перші команди з кожної підгрупи вийшли у чвертьфінал, починаючи з якого працювала система з вибуванням. У круговому турнірі за перемогу команда отримувала 4 очки, за нічию — 2. Крім того, бонусні очки надавалися командам за чотири спроби й більше, а також за програш із різницею, меншою ніж сім очок.

## Підгрупи
| Підгрупа A                 | Підгрупа B                          | Підгрупа C                                        | Підгрупа D                                |
| -------------------------- | ----------------------------------- | ------------------------------------------------- | ----------------------------------------- |
| Англія Самоа ПАР Тонга США | Австралія Канада Фіджі Японія Уельс | Італія Нова Зеландія Португалія Румунія Шотландія | Аргентина Франція Грузія Ірландія Намібія |

## Матчі в підгрупах
Турнір відкрився грою між господарями, Францією, й збірною Аргентини. Пуми несподівано перемогли 17:12, поставивши господарів, які вважалися одними із фаворитів турніру, в скрутне положення.
Серед матчів перших турів слід відзначити дві перемоги збірної Тонга над США й принциповими супротивниками — Самоа. В третьому матчі підгрупи Тонга поступилася Південній Африці з рахунком 25:30. Південна Африка виграла всі свої перші матчі, забезпечивши собі перше місце в підгрупі. Вирішальний матч за друге прохідне місце між Тонга й Англією закінчився перемогою англійців 36:20. Таким чином Англія забезпечила собі вихід у чвертьфінал з другого місця в підгрупі.
Іншими героями перших турів стала збірна Грузії. Хоча вона й поступилася Аргентині та Ірландії (10:14), але несподівано дала обом командам справжній бій. В третьому матчі Грузія переграла Намібію з рахунком 30:0, таким чином здобувши 6 очок. В останньому матчі грузини програли Франції. Попри останній програш, лело повертаються додому на коні, перевершивши сподівання.
В інших принципових матчах між аутсайдерами Румунія переграла Португалію 14:10, Канада зіграла внічию з Японією, Самоа виграли в США 25:21.
У третьому турі Франція виправила своє становище, вигравши в Ірландії 25:3.
Крім Південної Африки з легкістю забезпечили собі перемоги в групах All blacks й Австралія. Боротьбу за друге місце в підгрупах вибороли у принципових матчах Англія, перемігши Тонгу, Фіджі, подолавши Уельс, Шотландія, вигравши в Італії 18:16, збірна Аргентини після перемоги над Ірландією й збірна Франції після перемоги над Грузією.

## Чвертьфінали
На стадії чвертьфіналів зустрічалися: 
- Англія 12 — 10  Австралія
- Франція 20 — 18  Нова Зеландія
- Аргентина 19 — 13  Шотландія
- Південна Африка 37 — 20  Фіджі

Англія перемогла завдяки чотирьом влучним карним ударам Джоні Вілкінсона, хоча англійці були єдиними з чвертьфіналістів, хто не здійснив жодної спроби.

## Півфінали
- Англія 14 — 9  Франція
- Південна Африка 37 — 13  Аргентина

## Гра за третє місце
Аргентина 34 — 10  Франція
Пуми провели фантастичний турнір, вперше в історії здобувши бронзу.

## Фінал
Південна Африка 15 — 6  Англія
У грі не було здійснено жодної спроби. Всі очки були набрані зі штрафних ударів.
Очки заробили: 
ПАР: 
Персі Монтґомері — 12 очок 
Франсуа Стайн — 3 очки.
Англія:
Джонні Вілкінсон — 6 очок.

## Найкращий гравець
Найкращим гравцем Кубка світу визнано захисника збірної ПАР Персі Монтґомері, який з очковим доробком у 105 очок став найкращим бомбардиром чемпіонату.